# Aeroportul Municipal Palacios
Aeroportul Municipal Palacios (IATA: PSX, ICAO: KPSX, FAA LID: PSX) este un aeroport din Texas, Statele Unite ale Americii ce deservește zona Palacios⁠(d). Aeroportul a fost tranzitat în 2019 de 328 de pasageri. A fost numit după zona deservită.
Situat la o altitudine de 4 m, aeroportul dispune de 3 piste.

## Infrastructură

### Piste
Aeroportul dispune de 3 piste: 
- pista 08/26 din beton, cu dimensiunile 5.001 picioare × 150 picioare
- pista 13/31 din beton, cu dimensiunile 5.001 picioare × 150 picioare
- pista 18/36 din beton, cu dimensiunile 5.001 picioare × 75 picioare